# Olive Yang
Oliva Yang (Birmania, 24 de junio de 1927-13 de julio de 2017) fue una prominente caudillo del opio y hermana de Sao Edward Yang Kyein Tsai, el saopha (jefe) de Kokang, un estado en la Birmania post-independiente de 1949 a 1959.

## Biografía
Olive Yang nació el 24 de junio de 1927 en el norte del estado de Shan, en la Birmania británica. Recibió su educación en la escuela del convento Guardian Angel de Lashio. Desde una edad temprana, desafió las normas de género, resistiéndose a que le vendaran los pies. Además, en un incidente, llevó un arma a su escuela, según relataron sus familiares.
A los 19 años, Olive Yang organizó las fuerzas étnicas Kokang, conocidas como los Chicos de Oliva, un ejército de más de mil soldados, y consolidó el control de las rutas comerciales del opio, que se extendían desde las tierras altas hasta las tierras bajas. Dominó el comercio de opio de Kokang desde el final de la Segunda Guerra Mundial hasta principios de la década de 1960. En la década de 1950, tras la derrota de los nacionalistas y su posterior expulsión de China continental, se asoció con el Kuomintang para establecer rutas comerciales de opio a lo largo del Triángulo Dorado, en el sudeste asiático.
Sus padres concertaron un matrimonio con Twan Sao Wen, el hijo del jefe de Tamaing. Sin embargo, sus padres habían fallecido antes de su matrimonio en 1948. De 1948 a 1950, Olive permaneció con Twan y tuvo un hijo, Duan Jipu (段吉卜), en 1950, ya que se esperaba que tuviera un heredero. Su hijo es actualmente profesor en Chiang Mai, Tailandia. Según su hermana, Judy Yang, Twan le tenía miedo a Olive, y se cuenta que Olive arrojó un recipiente con orina cuando intentó consumar el matrimonio.
Desde la década de 1950 hasta mediados de la de 1960, Olive Yang fue comandante de las Kokang Ka Kwe Ye (Fuerzas de Defensa del Pueblo). Se destacó como una figura clave en el tráfico de opio y el comercio de oro. El gobierno birmano solicitó la ayuda de Yang y de los Kokang Kakweye para expulsar a las fuerzas del Kuomintang de Kokang. La operación tuvo éxito en 1953, pero posteriormente, Yang y los Kokang Kakweye colaboraron con el Kuomintang en el tráfico de opio hacia Tailandia durante la década de 1950, estableciendo rutas que el Kuomintang seguiría utilizando durante décadas.
A lo largo de la década de 1960, la influencia de Yang creció gracias al respaldo del Kuomintang, convirtiéndose en la gobernante de facto de la región. Sin embargo, en 1962, fue arrestada junto con su hermano Jimmy, quien era miembro del parlamento en Yangon, por las autoridades birmanas. Este arresto fue parte de un esfuerzo por expulsarlos del poder y colocar el territorio de Kokang bajo administración birmana. Fue encarcelada en la prisión de Insein y liberada en 1968.
Se sabía que Olive Yang era una mujer bisexual y/o lesbiana, y mantuvo relaciones con varias actrices de cine y cantantes, entre ellas Wah Wah Win Shwe y Louisa Benson Craig, la ganadora de Miss Birmania y más tarde luchadora de la KNLA. Aunque se cree ampliamente que era bisexual, algunos sugieren que su aparente interés por los hombres podría ser una suposición falsa, influenciada por la visión que la sociedad birmana tenía sobre la no conformidad de género en ese momento y su matrimonio.
Los informes y cartas de inteligencia enviados a Kokang durante su gobierno frecuentemente la describían como una mujer «de corazón varonil». Sus soldados la llamaban «tío Olive», aunque también la consideraban una figura maternal. Sin embargo, no hay pruebas suficientes que sugieran que Yang se considerara otra cosa que una mujer.
A finales de la década de 1980, Khin Nyunt reclutó a Olive Yang para ayudar a negociar ceses del fuego en Birmania con grupos rebeldes étnicos. Tras su liberación, se cree que pasó sus últimos años como monja. En 2003, después de un período de enfermedad crónica, regresó a Kokang, donde vivió hasta su muerte a los 90 años. Falleció después de un breve coma en Muse, en las afueras de Kokang, sin poder regresar a la región en 2017.